# اولد فیلد (نیویورک)
اولد فیلد (به انگلیسی: Old Field) یک روستا در ایالات متحده آمریکا است که در شهرستان سافک، نیویورک واقع شده‌است. اولد فیلد ۵٫۷ کیلومتر مربع مساحت و ۹۱۸ نفر جمعیت دارد و ۲ متر بالاتر از سطح دریا واقع شده‌است.